# Багамские Острова на Играх доброй воли
Багамские Острова принимали участие в летних Играх доброй воли, начиная с Игр 1986 года.
На всех Играх спортивные делегации Багамских Островов завоевали всего 6 медалей, из них 1 золотую.

## Медальный зачёт

### Медали на летних Играх
| Игры          | Золото         | Серебро        | Бронза         | Всего          | Место          |
| Москва 1986   | 0              | 0              | 0              | 0              | —              |
| Сиэтл 1990    | 0              | 1              | 0              | 1              | 32             |
| 1994          | не участвовали | не участвовали | не участвовали | не участвовали | не участвовали |
| Нью-Йорк 1998 | 0              | 1              | 0              | 1              | 30             |
| Брисбен 2001  | 1              | 1              | 2              | 4              | 25             |
| Всего         | 1              | 3              | 2              | 6              |                |